# Hermann Gmeiner

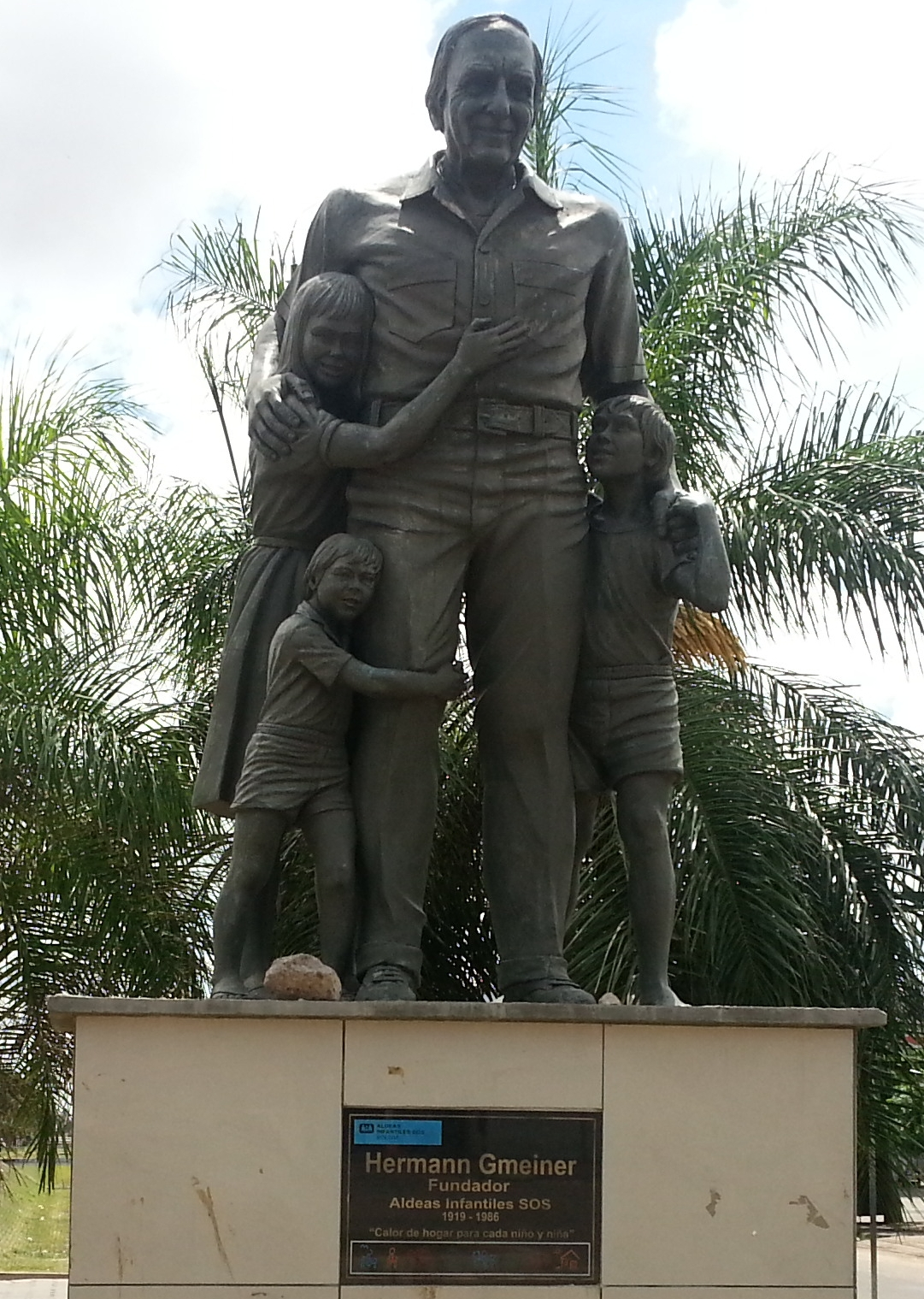
Estatua de Hermann Gmeiner en Santa Cruz, Bolivia.

Hermann Gmeiner (23 de junio de 1919 - 26 de abril de 1986) fue el fundador de Aldeas Infantiles SOS.

## Vida
Nació en una gran familia de granjeros en Vorarlberg (Austria). Gmeiner era un talentoso niño y ganó una beca para asistir a la escuela primaria. Su madre murió cuando él era muy joven y su hermana mayor, Elsa, se preocupó del más pequeño de los hermanos.
Habiendo experimentado él mismo los horrores de guerra como soldado en Rusia, se enfrentó al aislamiento y al sufrimiento de muchos huérfanos de guerra y niños sin hogar, trabajando como trabajador de protección de la infancia después de la Segunda Guerra Mundial. En su convicción de que la ayuda nunca puede ser efectiva mientras los niños tengan que crecer sin una casa propia, empezó a poner en práctica su idea para Aldeas Infantiles SOS.
Con solamente 600 chelines austriacos en el bolsillo, Hermann Gmeiner fundó la Asociación de Aldeas Infantiles SOS en 1949, y en el mismo año se inauguró la primera Aldea Infantil SOS en Imst, en el estado austriaco de Tirol. Su trabajo con los niños y el desarrollo de la organización de Aldeas Infantiles SOS mantuvo a Hermann Gmeiner tan ocupado que finalmente decidió interrumpir su licenciatura médica.
En las décadas siguientes su vida estuvo unida inseparablemente al compromiso con “la familia, centro de cuidados del niño” basado en los cuatro pilares de una madre, una casa, hermanos y hermanas, y un pueblo. Dando exclusiva importancia a la necesidad de ayudar a niños abandonados, el resto de su biografía se ve como la historia de Aldeas Infantiles SOS. Fue el director de Pueblo en Imst, organizó la construcción de otras Aldeas Infantiles SOS en Austria y ayudó a establecer Aldeas Infantiles SOS en otros muchos países de Europa.
En 1960 se fundó en Estrasburgo SOS-Kinderdorf International como la organización para Aldeas Infantiles SOS con Hermann Gmeiner como el primer presidente. En los años siguientes las actividades de Aldeas Infantiles SOS se extendieron más allá de Europa. La campaña "el grano de arroz" consiguió bastantes fondos para poder construir la primera Aldea Infantil SOS fuera de Europa, en Daegu, Corea, en 1963, y luego se construyeron en pueblos americanos y africanos.
Hacia 1985 el resultado del trabajo de Hermann Gmeiner era un total de 233 Aldeas Infantiles SOS en 85 países. En reconocimiento a sus servicios a niños huérfanos y abandonados recibió numerosos premios y fue propuesto varias veces para el Premio Nobel de la Paz. Sin embargo, siempre afirmaba que había sido posible alcanzar el objetivo de proporcionar a niños abandonados una casa permanente, gracias al apoyo de millones de personas.
Hermann Gmeiner murió en Innsbruck en 1986. Fue enterrado en la Aldea Infantil SOS en Imst. Aldeas Infantiles SOS está activo en la actualidad en 136 países. 438 Aldeas Infantiles SOS y 346 instalaciones SOS Juveniles proporcionan una nueva casa a más de 60,000 niños y jóvenes. Más de 131 000 niños y jóvenes asisten a Jardines de infancia SOS, SOS Hermann Gmeiner Instruye y Centros de Formación profesional SOS. Alrededor de 397 000 personas se benefician de los servicios proporcionados por Centros SOS Médicos, 115 000 personas de servicios proporcionados por Centros SOS Sociales. Aldeas Infantiles SOS también ayuda en las situaciones de crisis y desastre dando programas de alivio a la emergencia. La clínica de emergencia en Mogadiscio es un ejemplo de un enorme proyecto a largo plazo.